# Amore, amore immenso/Parigi a volte cosa fa
Amore, amore immenso/Parigi a volte cosa fa è un singolo della cantante italiana Gilda Giuliani, pubblicato dalla casa discografica Ariston Records.

## Amore amore immenso
È una canzone che ha partecipato all'edizione 1973 di Canzonissima ed è stata utilizzata, tra marzo e aprile del 1974, come sigla della 30ª edizione della trasmissione radiofonica Gran varietà.